# Rapti Nadi
La Rāptī Nadī (hindi : राप्ती नदी) est une rivière népalaise et indienne d'une longueur de 600 km. Elle est un affluent de la Karnali et donc un sous-affluent du Gange en rive gauche.

## Traduction
- (de) Cet article est partiellement ou en totalité issu de l’article de Wikipédia en allemand intitulé « Rapti (Ghaghara) » (voir la liste des auteurs).